# Mitterriegel (Rosaliengebirge)
Der Mitterriegel ist ein 530 m ü. A. hoher Berg im Rosaliengebirge. Auf ihm stand der Aussichtsturm Wiener Neustädter Warte.

## Lage und Umgebung
Der Mitterriegel liegt südöstlich von Katzelsdorf und westlich von Bad Sauerbrunn auf der Grenze zwischen dem Burgenland im Osten und Niederösterreich im Westen. An der Grenze entlang verläuft ein markierter Wanderweg. Nachbarberge sind der Gespitzte Riegel (594 m) im Süden und der Scheiben (352 m) im Norden. Am nördlichen Abhang direkt an der Landesgrenze findet sich die Höhenmarkierung von 506 m.

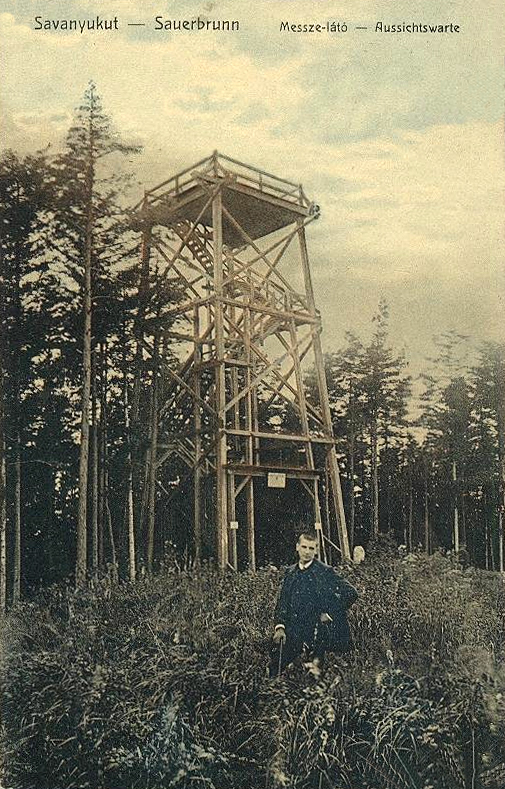
Wiener-Neustädter-Warte (um 1910)

## Wiener Neustädter Warte
Die erste Wiener-Neustädter Warte, erbaut 1883, wurde 1902 wegen Baufälligkeit abgetragen.
Am 3. Mai 1903 wurde anlässlich des 25-jährigen Jubiläums der Wiener-Neustädter Section des Oesterreichischen Touristen-Clubs die neu errichtete Wiener-Neustädter Warte (…) eröffnet. Die 16 Meter hohe Warte, die alten Beschreibungen gemäß eine prachtvolle Aussicht ins Steinfeld und zur Hohen Wand bot, war über die Jahre verfallen und hat, auf den Standplatz bezogen, bis heute keine Nachfolgerin gefunden.
1924 sollte auf dem Steinkogel im Rosaliengebirge eine neue Wiener-Neustädter Warte errichtet werden.
Am 9. September 2007 wurde beim Florianikreuz ein neuer Aussichtsturm eröffnet und der Öffentlichkeit übergeben.